# Hanns Heinz Ewers
Hanns Heinz Ewers (Düsseldorf, 3 de novembro de 1871 — Berlin, 12 de junho de 1943) foi um ator, poeta, filósofo e escritor alemão. Embora tenha escrito sobre uma ampla variedade de assuntos, é mais conhecido, hoje em dia, por seus livros de horror, particularmente sua trilogia de romances centrada nas aventuras de Frank Braun, uma personagem baseada não muito livremente em si mesmo. Sua obra mais conhecida é Alraune.